# Treviglio
Treviglio is een stad en gemeente in de Noord-Italiaanse provincie Bergamo (regio Lombardije). Wat betreft inwonertal is het de tweede stad van deze provincie. De stad is ontstaan als Romeins castrum met de naam Trivillium, strategisch gelegen tussen de steden Mediolanum (Milaan) en Bergomum (Bergamo).
Tegenwoordig is Treviglio een belangrijk industrieel en commercieel centrum. Nabij de stad ligt een belangrijk spoorknooppunt (Milaan-Bergamo-Venetië).

## Bekende inwoners van Treviglio

### Geboren
- Ermanno Olmi (1931-2018), filmregisseur
- Giuseppe Merisi (1938), geestelijke en bisschop
- Giacinto Facchetti (1942-2006), voetballer
- Marta Milani (1987), atlete
- Filippo Bergamaschi (1991), golfer
- Enrico Barbin (1990), wielrenner

## Galerij

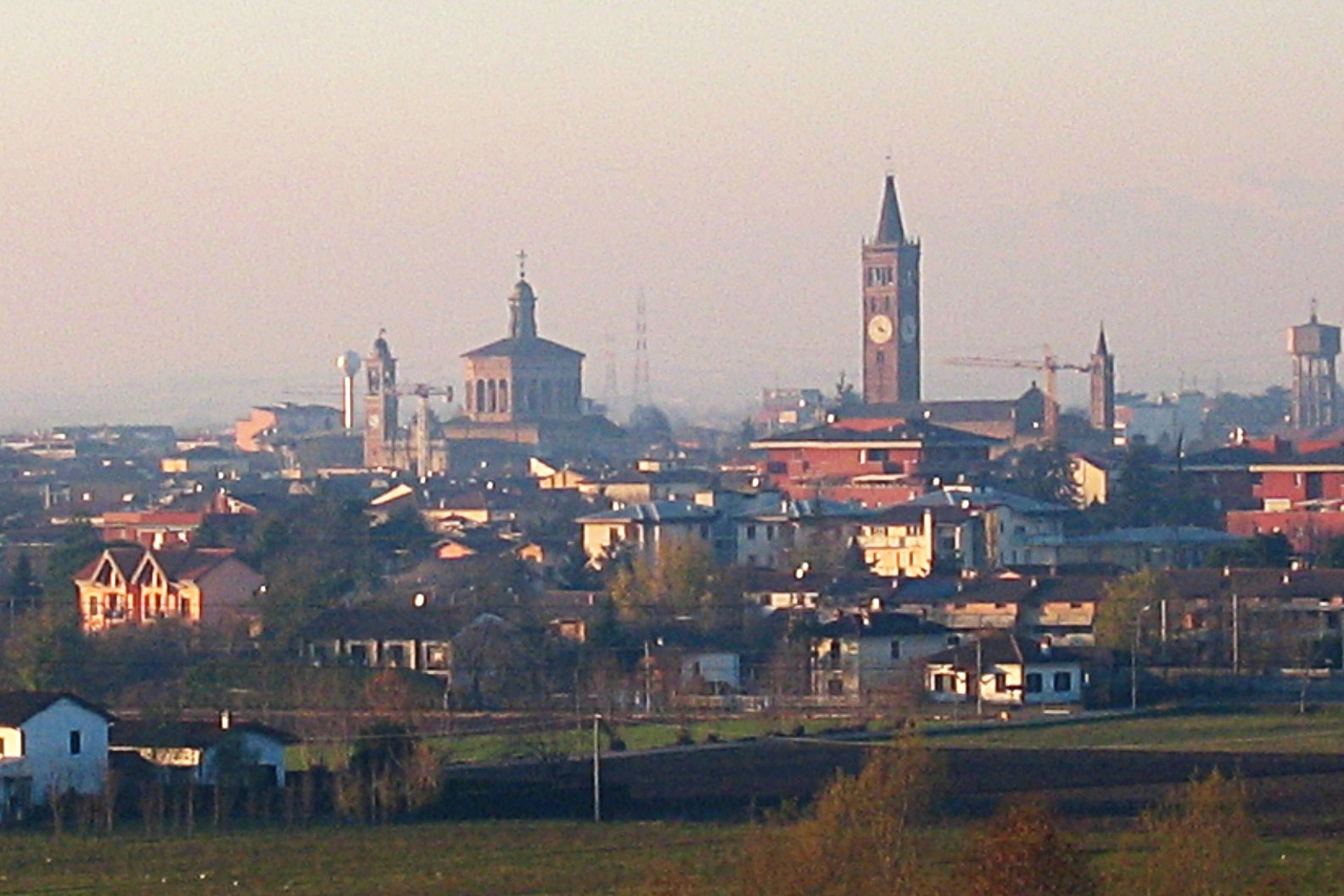
Treviglio
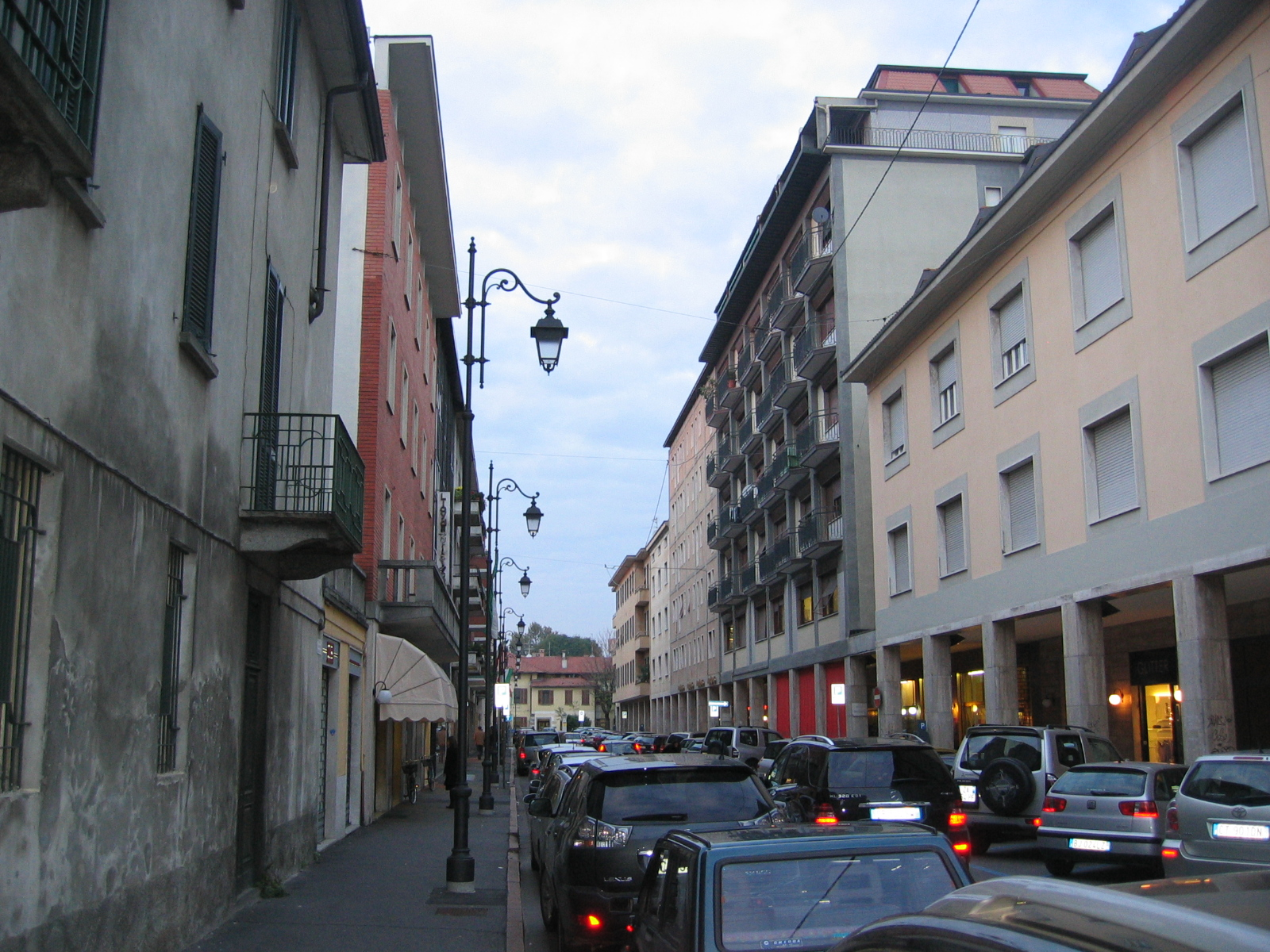
Via Matteotti, Treviglio
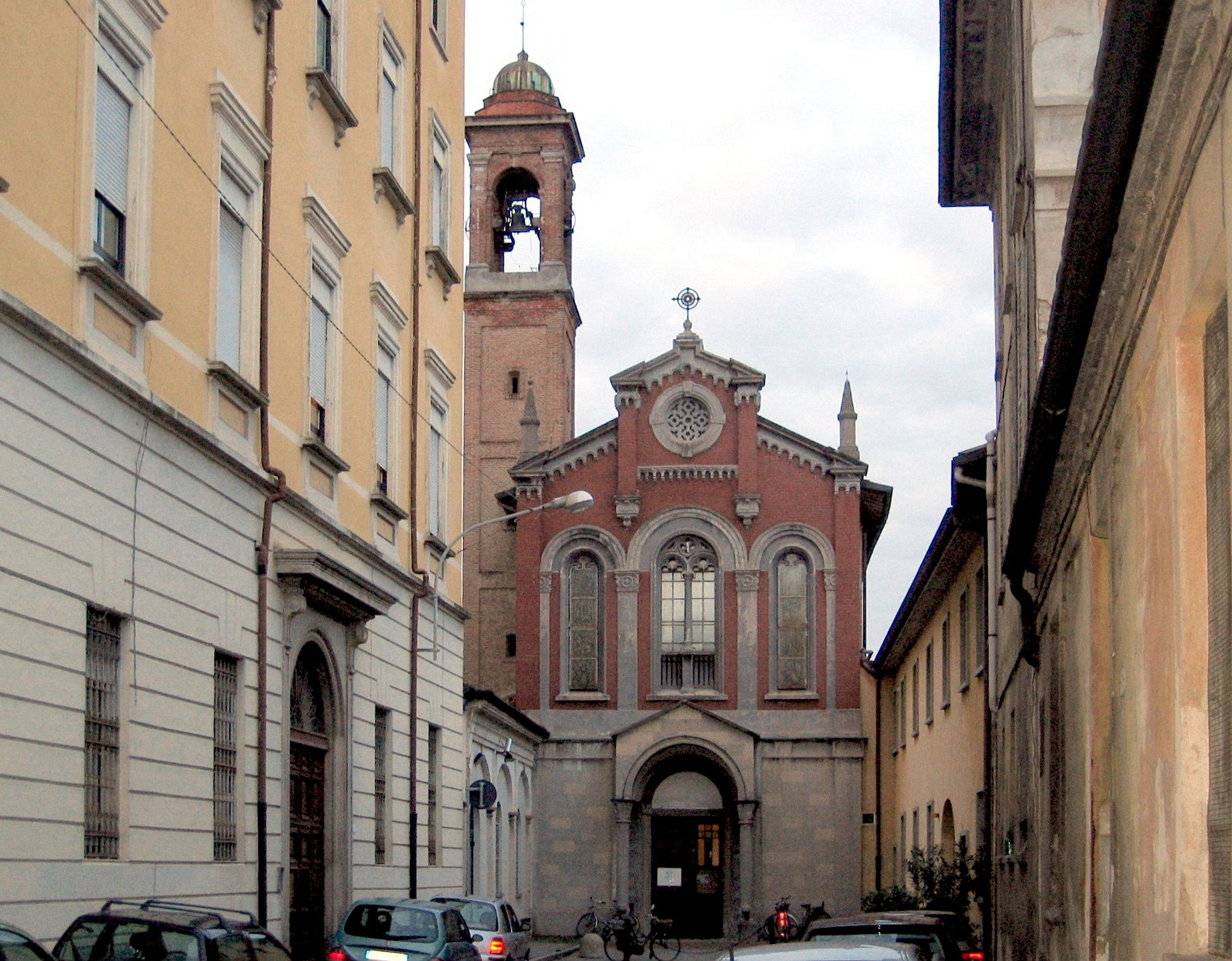
Kerk van San Carlo, Treviglio

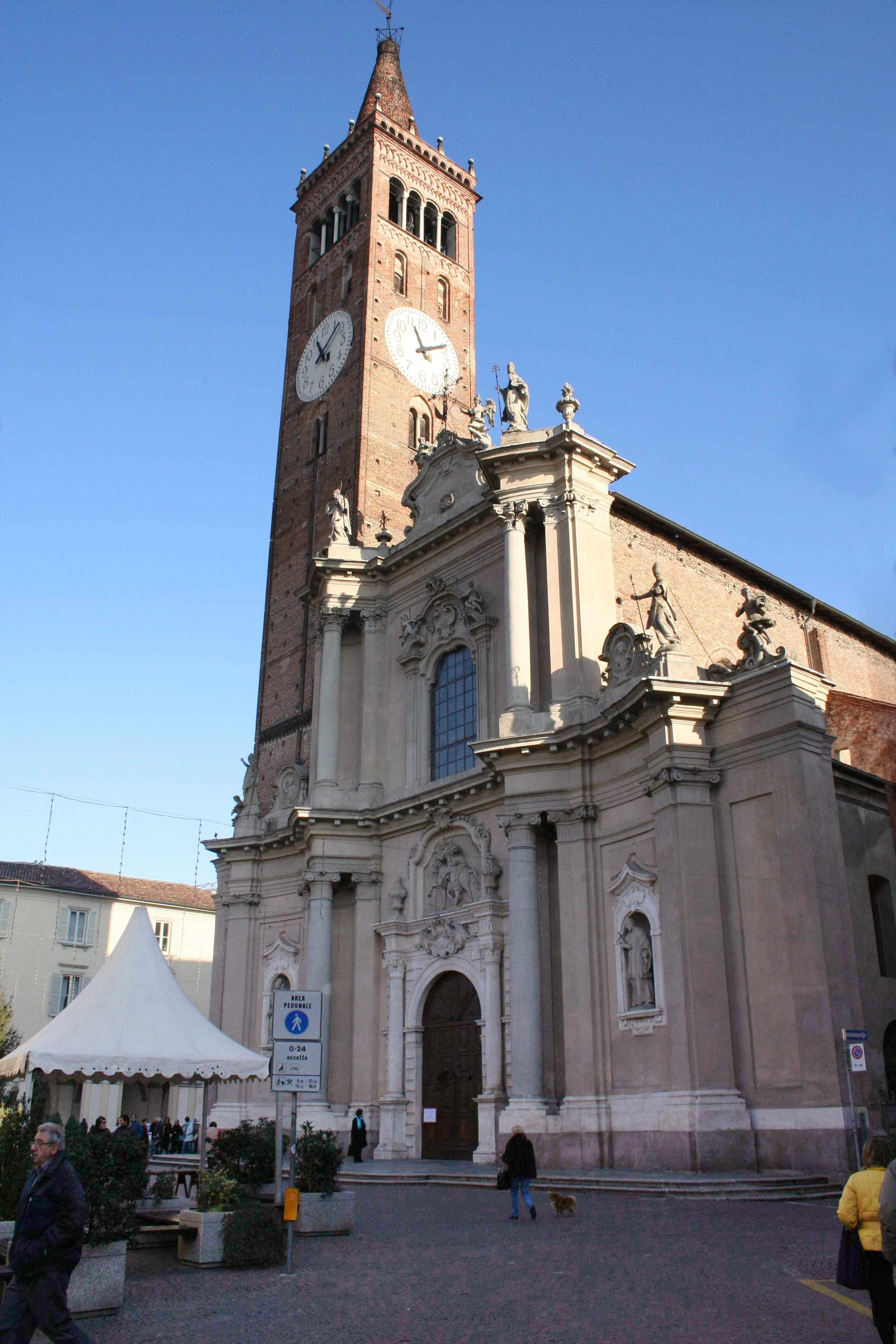
Kerk van San Martino in Treviglio